# Donjon Crépuscule
Pour un article plus général, voir Donjon (bande dessinée).
Donjon Crépuscule, parfois abrégé en DC, est une sous-série  et une époque chronologique de la série de bande dessinée Donjon écrite par Lewis Trondheim et Joann Sfar. 
La série Donjon raconte l'évolution d'un monde, Terra Amata, à trois époques différentes et Donjon Crépuscule, comme son nom l'indique, retrace les événements les plus récents, postérieurs à l'avènement du Donjon. Ainsi, les albums de l'époque Crépuscule sont numérotés à partir du numéro 101.

## L'histoire
Donjon crépuscule se passe plusieurs années après les événements de Donjon Zénith. Le Grand Khân, dictateur tyrannique, règne depuis la forteresse noire sur le monde. Celui-ci est stoppé dans sa rotation par la puissance du despote, habité par une force inconnue : l'Entité noire. Le Roi Poussière, vieillard aveugle et mystique, guidé par une chauve-souris nommée Pipistrelle et accompagné d'un jeune et fougueux lapin, Marvin Rouge, se dresse contre lui.
Après de nombreuses péripéties, le Grand Khân se libère de l'Entité et redevient Herbert. La planète Terra Amata reprend alors sa course tout en se désagrégeant : elle devient une multitude d’îlots flottants à plus ou moins haute altitude au-dessus d'un noyau de lave. L'autorité du Khân n'étant plus, les cartes sont redistribuées et Fayez, ancien assassin du dictateur, s'élève contre son ancien maître. Aidé de Marvin, de ses dragons et de Marvin Rouge, Herbert va alors tenter de reprendre le pouvoir.

## Liste des albums
9 albums sont parus dans la série Crépuscule :
- Le Cimetière des dragons (niveau 101), dessiné par Joann Sfar et paru en avril 1999
- Le Volcan des Vaucanson (niveau 102), dessiné par Joann Sfar et paru en mars 2001
- Armaggedon (niveau 103), dessiné par Joann Sfar et paru en avril 2002
- Le Dojo du lagon (niveau 104), dessiné par Kerascoët et paru en juin 2005
- Les Nouveaux Centurions (niveau 105), dessiné par Kerascoët et paru en octobre 2006
- Révolutions (niveau 106), dessiné par Obion et paru en juin 2009
- Haut Septentrion (niveau 110), dessiné par Alfred et paru en mars 2014
- La Fin du Donjon (niveau 111), dessiné par Mazan et paru en mars 2014
- Pourfendeurs de démons (niveau 112), dessiné par  Obion et paru en juin 2021
- Passation (niveau 113), dessiné par  Obion et paru en septembre 2024

Il est à remarquer que leurs titres riment en [-ɔ̃].
2 albums de Donjon Monsters viennent compléter l'histoire.
- La carte majeure (niveau 103), dessiné par Andreas et paru en décembre 2002
- Le noir seigneur (niveau 103), dessiné par Blanquet et paru en février 2003

Ils forment un triptyque avec Armaggedon en présentant la même histoire vue par des personnages différents.

## Personnages

### Le Grand Khân
Herbert de Vaucanson ayant rassemblé tantôt par chance, tantôt par fourberie, tous les objets du destin, artefacts magiques donnant un pouvoir immense à leur détenteur. Il se voit alors habité par L'Entité noire, qui fait de lui un être malfaisant. Il adopte le nom de Grand Khân. Il est le chef religieux et militaire de Terra Amata pendant la période Crépuscule. Aux antipodes du sympathique Herbert, le Grand Khân transforme le Donjon en forteresse, et règne en tyran cruel sur le monde entier, jusqu'à l'explosion de celui-ci, événement qui multiplie les luttes pour le pouvoir.

### Le Roi Poussière
Pendant la période Crépuscule, devenu très âgé, Marvin se fait appeler le « Roi Poussière ». Il est l'ennemi mortel du Grand Khân, qui l'a banni mais le surveille pour pouvoir localiser l'emplacement du cimetière draconiste. Devenu aveugle à cause des lois imposées par son culte, il est beaucoup plus souple moralement que durant sa jeunesse. La vieillesse semble lui avoir amené la sagesse nécessaire pour prendre du recul sur la religion, ce qui le fait parfois traiter d'hérétique par d'autres draconistes.

### Marvin Rouge
Marvin Rouge est le héros de Donjon Crépuscule. C'est un lapin anthropomorphe de couleur rouge, originaire de Zautamauxime. Il a été banni par les autres lapins qui l'ont appelé Marvin, comme tous les autres lapins rouges, « en mémoire du Marvin qui a détruit Zautamauxime ». On devine qu'il s'agit d'une référence à Marvin le draconiste, alias le Roi Poussière. Enfant, Marvin Rouge est recueilli par Grogro et Tonfa, qui deviendra son maître. Il devient un adolescent téméraire et bagarreur, un peu immature, qui va accompagner le Roi Poussière et Pipistrelle. Il a tendance à foncer dans le tas sans réfléchir et à séduire les filles sans vraiment savoir ce qu'il veut. Cependant il est moins bête qu'il n'en a l'air et mûrit au fil des albums. Il est aussi très fidèle au Roi Poussière, qu'il respecte, et qui lui fait office de figure paternelle il est effrayé par la magie et les sorciers car dans son enfance il a ingurgité toutes les potions de Grogro au cours de sa rencontre avec lui et Tonfa dans son enfance . Il est au cours de l'histoire équipé d'une armure de Vaucanson armée d'un fusil-nitro à chaque main. Marvin rouge apprend à s'en servir pour voler, grâce au recul provoqué par le tir.

### Abitbol
Conseiller de Zakûtu à Vaucanson, pantin de Papsukal et Fayez.

### Abou Ronald Farrachoum
Commandeur des forces armées de la Géhenne, il trahira le Grand Khân après le départ de l'Entité Noire ; il se fera donc tuer par celui-ci. Auparavant, il faisait partie de la Main Noire du Grand Khân.

### Baal
Fils du Roi Poussière et de Pirzuine, chef des Nouveaux Centurions du Conseil des Shamans. Il meurt dans la bataille finale du Haut-Septentrion.

### Dnalreztiwz
Trésorier payeur général du Grand Khân, il fait partie de sa Main Noire.

### Fayez Ul-Rahman
Général du Grand Khân et chef des Gardes Rouges, il prendra le pouvoir après le départ de l'Entité Noire. C'est un ancien membre de la Main Noire.
Complotant avec Papsukal, il sera vaincu par Herbert de Vaucanson et sera obligé de s'enfuir. Il prêtera par la suite allégeance à l'Entité Noire dans le Haut-Septentrion ; il sera finalement tué par la maîtrise de la Plume d'Herbert.

### Gilberto
Pélican junkie, seul membre non draconiste du Conseil des shamans. À la fin de Crépuscule, il accompagnera Herbert dans le monde des Morts, mais perdra la vie dans le processus.

### Madrassa Markazi
Gardien des gardes, de la propagande et du protocole du Grand Khân. Il a fait partie de sa Main Noire.

### Nicole
Kochaque, copine de Marvin Rouge au début de Crépuscule.

### Orlondow
Shaman des dragons, chef du Conseil. On le voit également apparaître dans Zénith quand il était jeune, quelquefois de façon anecdotique. Il prend plus d'importance dans l'album "En sa mémoire" en aidant Marvin et Herbert à arrêter le shaman ayant tué Alberta, la maman de Marvin. C'est également au cours de cette aventure qu'il récupère le perchoir aux oiseaux-fantômes.

### Ormelle
Femme de Baal et maîtresse occasionnelle de Marvin Rouge.

### Papsukal
Fils du Grand Khân, d'abord Grand Duc de Vaucanson, puis banni du duché après la bataille de l'Armaggedon ; il prépare un complot contre son père avec l'aide de Fayez.
Il est par la suite possédé par l'Entité Noire, en tant qu'héritier de la lignée des Vaucanson, et prépare la bataille finale en rassemblant ses troupes dans le Haut-Septentrion.

### Pipistrelle
Petite chauve-souris naïve et téméraire qui guide le Roi Poussière aveugle.

### Soggoth
Dragon, fut un temps fiancé de Zakûtu.

### Sri Panda Pachtoune
Chef des services de l'intelligence sous le Grand Khân, il devient ensuite son Conseiller. Ses motivations restent obscures... Il a fait partie de l'ancienne Main Noire du Grand Khân.

### Zakûtu
Fille du Grand Khân, caractérielle, maîtresse occasionnelle de Marvin Rouge. Son nom vient d'une reine assyrienne.